# Cheilosia
Cheilosia es un género de moscas sírfidas (familia Syrphidae). La mayoría son negras o carecen de los colores y diseños brillantes o llamativos de otras moscas de esta familia.
Es uno de los géneros más diversos de sírfidos con más de 300 especies. Se sabe poco de su biología fuera de que las larvas se alimentan de tallos de plantas o de hongos.
La especie C. grossa (o C. corydon) ha sido introducida en Norteamérica, desde el Viejo Mundo para combatir el cardo, Carduus nutans, que es una especie introducida invasora.

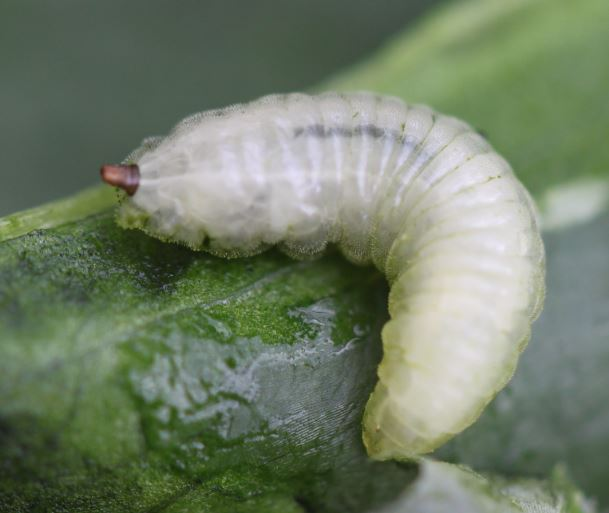
Cheilosia fasciata, larva

## Sistemática
Se incluyen las siguientes especies:
- Cheilosia abagoensis Scufjin, 1979[3]
- Cheilosia abbreviata Shiraki, 1953[3]
- Cheilosia aenigmatosa Barkalov, 1993[3]
- Cheilosia aerea (Dufour, 1848)
- Cheilosia ahenea (von Roser, 1840)
- Cheilosia alaskensis (Hunter, 1897)
- Cheilosia alba Vujic & Claussen, 2000
- Cheilosia albipila Meigen, 1838
- Cheilosia albitarsis (Meigen, 1822)
- Cheilosia albohirta (Hellén, 1930)[3]
- Cheilosia aldrichi (Hunter, 1896)
- Cheilosia alpestris (Becker, 1894)
- Cheilosia alpina (Zetterstedt, 1838)
- Cheilosia amicorum van der Goot, 1964
- Cheilosia andalusiaca Torp Pedersen, 1971
- Cheilosia angustigena (Becker, 1894)[3]
- Cheilosia annulifemur (Stackelberg, 1930)[3]
- Cheilosia antiqua (Meigen, 1822)
- Cheilosia aokii Shiraki, 1953[3]
- Cheilosia aratica Barkalov, 1978[3]
- Cheilosia aristata Barkalov & Ståhls, 1997
- Cheilosia arkita Zimina, 1970[3]
- Cheilosia armeniaca Stackelberg, 1960[3]
- Cheilosia atriseta (Oldenberg, 1916)
- Cheilosia atrocapilla Hull and Fluke, 1950
- Cheilosia baldensis (Marcuzzi, 1941)
- Cheilosia balkana Vujic, 1994
- Cheilosia balu Violovitsh, 1966[3]
- Cheilosia barbafacies Vujić & Radenković, 2013[4]
- Cheilosia barbata Loew, 1857
- Cheilosia bardus (Harris, 1780)
- Cheilosia barkalovi Stahls, 1977[3]
- Cheilosia baroni (Williston, 1887)
- Cheilosia barovskii (Stackelberg, 1930)
- Cheilosia beckeri (Strobl, 1909)
- Cheilosia bergenstammi (Becker, 1894)
- Cheilosia bicolorata (Shannon, 1922)
- Cheilosia bigelowi (Curran, 1926)
- Cheilosia bombiformis (Matsumura, 1911)[3]
- Cheilosia borealis (Coquillett, 1900)
- Cheilosia brachysoma Egger, 1860
- Cheilosia bracusi Vujic & Claussen, 1994
- Cheilosia brevipennis (Becker, 1894)
- Cheilosia brevipila Shiraki, 1968[3]
- Cheilosia browni Curran, 1931
- Cheilosia brunnipennis (Becker, 1894)
- Cheilosia burkei (Shannon, 1922)
- Cheilosia caerulescens (Meigen, 1822)
- Cheilosia caltha (Shannon, 1922)
- Cheilosia canada Hull and Fluke, 1950
- Cheilosia canicularis (Panzer, 1801)
- Cheilosia capillata (Loew, 1863)
- Cheilosia carbonaria Egger, 1860
- Cheilosia catalina (Shannon, 1922)
- Cheilosia chalybescens (Williston, 1893)
- Cheilosia changaica Peck, 1979[3]
- Cheilosia chintimini (Lovett, 1921)
- Cheilosia chloris (Meigen, 1822)
- Cheilosia christophori (Becker, 1894)
- Cheilosia chrysochlamys (Williston, 1891)
- Cheilosia chrysocoma (Meigen, 1822)
- Cheilosia clama Claussen & Vujic, 1995
- Cheilosia clausseni Barkalov & Ståhls, 1997
- Cheilosia coerulea Fluke and Hull, 1946
- Cheilosia columbiae (Curran, 1922)
- Cheilosia comosa (Loew, 1863)
- Cheilosia conifacies Stackelberg, 1963[3]
- Cheilosia consentiens (Curran, 1926)
- Cheilosia convexifrons Stackelberg, 1963[3]
- Cheilosia cottrelli Telford, 1939
- Cheilosia crassiseta Loew, 1859
- Cheilosia cratorhina Hull and Fluke, 1950
- Cheilosia cumanica (Szilády, 1938)
- Cheilosia curvitibia (Becker, 1894)
- Cheilosia cyanescens Loew, 1863[3]
- Cheilosia cynocephala Loew, 1840
- Cheilosia cynoprosopa Hull and Fluke, 1950
- Cheilosia cystorhyncha Barkalov, 1999[3]
- Cheilosia derasa Loew, 1857
- Cheilosia dificilis (Herve-Bazin, 1929)[3]
- Cheilosia distincta Barkalov & Cheng, 1998[3]
- Cheilosia edashigei Shiraki, 1968[3]
- Cheilosia egregia Barkalov & Cheng, 1998[3]
- Cheilosia eurodes (Shiraki, 1930)[3]
- Cheilosia exigua Barkalov & Peck, 1977[3]
- Cheilosia fasciata Schiner & Egger, 1853
- Cheilosia faucis (Becker, 1894)
- Cheilosia ferruginea (Lovett, 1919)
- Cheilosia flavipes (Panzer, 1798)
- Cheilosia flavosericea Hull and Fluke, 1950
- Cheilosia florella (Shannon, 1922)
- Cheilosia formasana (Shiraki, 1930)[3]
- Cheilosia fraterna (Meigen, 1830)
- Cheilosia frontalis Loew, 1857
- Cheilosia gagatea Loew, 1857
- Cheilosia gemini (Shannon, 1922)[3]
- Cheilosia gerstackeri (Becker, 1894)
- Cheilosia gibbosa (Becker, 1894)
- Cheilosia gigantea (Zetterstedt, 1838)
- Cheilosia gorodkovi Stackelberg, 1963[3]
- Cheilosia grahami Barkalov, 1999[3]
- Cheilosia granulata (Becker, 1894)
- Cheilosia griseifacies Vujic, 1994
- Cheilosia griseiventris Loew, 1857
- Cheilosia grisella (Becker, 1894)
- Cheilosia grossa (Fallén, 1817)
- Cheilosia heptapotamica Stackelberg, 1963[3]
- Cheilosia herculana Bradescu, 1982
- Cheilosia hercyniae Loew, 1857
- Cheilosia hermiona Hull and Fluke, 1950
- Cheilosia hesperia (Shannon, 1922)
- Cheilosia hiantha Hull and Fluke, 1950
- Cheilosia himantopa (Panzer, 1798)
- Cheilosia honesta Róndani, 1868[3]
- Cheilosia hoodiana (Bigot, 1883)[3]
- Cheilosia hunteri (Curran, 1922)
- Cheilosia hypena (Becker, 1894)
- Cheilosia iberica Marcos-Garcia & Claussen, 1989
- Cheilosia illustrata (Harris, 1780)
- Cheilosia imperfecta (Becker, 1921)
- Cheilosia impressa Loew, 1840
- Cheilosia impudens (Becker, 1894)
- Cheilosia ingerae Nielsen & Claussen, 2001
- Cheilosia ingrica Stackelberg, 1958
- Cheilosia insignis Loew, 1857
- Cheilosia intermedia Barkalov, 1999[3]
- Cheilosia iwawakiensis (Shiraki, 1930)[3]
- Cheilosia japonica (Hervé-Bazin, 1914)[3]
- Cheilosia josankeiana (Shiraki, 1930)[3]
- Cheilosia julietta (Shannon, 1922)
- Cheilosia katara Claussen & Vujic, 1993
- Cheilosia kerteszi (Szilády, 1938)
- Cheilosia kirgizorum Peck, 1971
- Cheilosia kiritshenkoi Stakelberg, 1963[3]
- Cheilosia kolomietsi Barkalov, 1999[3]
- Cheilosia kuznetzovae Skufjin, 1977
- Cheilosia laevifrons (Jones, 1907)
- Cheilosia laeviseta Claussen, 1987
- Cheilosia laevis (Bigot, 1884)
- Cheilosia laeviventris Loew, 1857
- Cheilosia lasiopa (Kowarz, 1885)
- Cheilosia lasiophthalmus Williston, 1882
- Cheilosia laticornis Róndani, 1857
- Cheilosia latifaciella (Shiraki, 1930)[3]
- Cheilosia latifrons (Zetterstedt, 1843)
- Cheilosia latigena Barkalov & Peck, 1994[3]
- Cheilosia latigenis Claussen & Kassebeer, 1993
- Cheilosia latrans (Walker, 1849)
- Cheilosia lenis (Becker, 1894)
- Cheilosia lenta (Becker, 1894)
- Cheilosia leucoparea (Loew, 1863)
- Cheilosia limbicornis (Strobl, 1909)
- Cheilosia livida (Wehr, 1922)
- Cheilosia loewi (Becker, 1894)
- Cheilosia lola Zimina, 1970[3]
- Cheilosia longipennis (Shiraki, 1930)[3]
- Cheilosia longiptera Shiraki, 1968[3]
- Cheilosia longistyla Barkalov & Peck, 1994[3]
- Cheilosia longula (Zetterstedt, 1838)
- Cheilosia lucense Ricarte, 2014[4]
- Cheilosia lucida Barkalov & Cheng, 1998[3]
- Cheilosia lucta (Snow, 1895)
- Cheilosia lukashovae Barkalov, 1993[3]
- Cheilosia luna Hull and Fluke, 1950
- Cheilosia lutea Barkalov, 1979[3]
- Cheilosia margarita Hull and Fluke, 1950
- Cheilosia marginata (Becker, 1894)
- Cheilosia matsumurana (Shiraki, 1930)[3]
- Cheilosia meganosa Hull and Fluke, 1950
- Cheilosia megatarsa Fluke and Hull, 1947
- Cheilosia melanopa (Zetterstedt, 1843)
- Cheilosia melanura (Becker, 1894)
- Cheilosia metallina (Becker, 1894)
- Cheilosia milkoi Barkalov, 2003
- Cheilosia montana Egger, 1860
- Cheilosia montanipes Hull and Fluke, 1950
- Cheilosia morio (Zetterstedt, 1838)
- Cheilosia motodomariensis Matsumura, 1916[3]
- Cheilosia mupinensis Barkalov, 1999[3]
- Cheilosia mutabilis (Fallén, 1817)
- Cheilosia mutini Barkalov, 1984[3]
- Cheilosia nannomorpha Hull and Fluke, 1950
- Cheilosia nartshukae Barkalov & Peck, 1977[3]
- Cheilosia naruska Haarto & Kerppola, 2007
- Cheilosia nasica Hull and Fluke, 1950
- Cheilosia nebulosa (Verrall, 1871)
- Cheilosia neversicolor Barkalov & Cheng, 1998[3]
- Cheilosia nigresens Hull and Fluke, 1950
- Cheilosia nigripes (Meigen, 1822)
- Cheilosia nigroapicata (Curran, 1926)
- Cheilosia nigrobarba Hull and Fluke, 1950
- Cheilosia nigrofasciata (Curran, 1926)
- Cheilosia nigrovittata (Lovett, 1919)
- Cheilosia nikkoensis (Shiraki, 1930)[3]
- Cheilosia nivalis (Becker, 1894)
- Cheilosia nuda Shiraki, 1930[3]
- Cheilosia nudifacies (Becker, 1821)[3]
- Cheilosia nudiseta (Becker, 1894)[3]
- Cheilosia obesa Hull and Fluke, 1950
- Cheilosia occidentalis Curran, 1922[3]
- Cheilosia occidentalis Williston, 1882
- Cheilosia occulta Barkalov, 1988[3]
- Cheilosia okinawae (Shiraki, 1930)[3]
- Cheilosia orilliaenis (Curran, 1922)
- Cheilosia orilliaensis Curran, 1922[3]
- Cheilosia orthotricha Vujic & Claussen, 1994
- Cheilosia pacifica Hunter, 1897
- Cheilosia pagana (Meigen, 1822)
- Cheilosia pallipes Loew, 1863
- Cheilosia parachloris (Herve-Bazin, 1929)[3]
- Cheilosia paralobi Malski, 1962
- Cheilosia pascuorum (Becker, 1894)
- Cheilosia pedemontana Róndani, 1857
- Cheilosia pedestris (Becker, 1894)
- Cheilosia personata Loew, 1857
- Cheilosia pictipennis Egger, 1860
- Cheilosia pikei Shannon, 1922
- Cheilosia pilifacies Peck, 1971[3]
- Cheilosia pilifer (Becker, 1894)
- Cheilosia pilosipes Hull and Fluke, 1950
- Cheilosia pini (Becker, 1894)
- Cheilosia planifascies (Becker, 1894)
- Cheilosia plumbella (Becker, 1894)
- Cheilosia plutonia Hunter, 1897[3]
- Cheilosia pluto Hull and Fluke, 1950
- Cheilosia polita (Becker, 1894)
- Cheilosia polja Barkalov, 1990[3]
- Cheilosia pollinata Barkalov, 1982[3]
- Cheilosia pollinifacies Stackelberg, 1968[3]
- Cheilosia pontiaca (Shannon, 1922)
- Cheilosia porcina Hull and Fluke, 1950
- Cheilosia posjetica Barkalov, 1981[3]
- Cheilosia prima (Hunter, 1896)
- Cheilosia primoriensis Barkalov, 1990[3]
- Cheilosia primoveris (Shannon, 1915)
- Cheilosia promethea Hull and Fluke, 1950
- Cheilosia proxima (Zetterstedt, 1843)
- Cheilosia psilophthalma (Becker, 1894)
- Cheilosia pubera (Zetterstedt, 1838)
- Cheilosia punctulata (Hunter, 1897)
- Cheilosia ranunculi Doczkal, 2000
- Cheilosia recens (Becker, 1894)[3]
- Cheilosia reniformis (Hellén, 1930)[3]
- Cheilosia rhinoprosopa Hull and Fluke, 1950
- Cheilosia rhodiolae Schmid, 2000
- Cheilosia rhynchops Egger, 1860
- Cheilosia rita (Curran, 1922)
- Cheilosia robusta (Hine, 1922)
- Cheilosia rodgersi (Wainwright, 1911)
- Cheilosia rotundiventris (Becker, 1894)
- Cheilosia ruficollis (Becker, 1894)
- Cheilosia rufimana (Becker, 1894)
- Cheilosia rufiventris Peck, 1969[3]
- Cheilosia sahlbergi (Becker, 1894)
- Cheilosia sapporensis (Shiraki, 1930)[3]
- Cheilosia schineri Egger, 1860
- Cheilosia schnabli (Becker, 1894)
- Cheilosia scilla Hull and Fluke, 1950
- Cheilosia scutellata (Fallén, 1817)
- Cheilosia semenovi Barkalov, 2003
- Cheilosia semifasciata (Becker, 1894)
- Cheilosia sensua (Curran, 1922)
- Cheilosia sera Barkalov, 1999[3]
- Cheilosia seripila Hull and Fluke, 1950
- Cheilosia shannoni (Curran, 1923)
- Cheilosia sibirica (Becker, 1894)[3]
- Cheilosia sichotana (Stackelberg, 1930)[3]
- Cheilosia siciliana Becker, 1894
- Cheilosia signaticornis (Becker, 1894)
- Cheilosia signatiseta Hunter, 1897[3]
- Cheilosia sini Barkalov & Cheng, 1998[3]
- Cheilosia sonoriana (Shannon, 1922)
- Cheilosia sootryeni Nielsen, 1970
- Cheilosia soror (Zetterstedt, 1843)
- Cheilosia sorrorcula (Williston, 1891)
- Cheilosia speculum Hull and Fluke, 1950
- Cheilosia stackelbergiana Barkalov, 2003
- Cheilosia stackelbergi Barkalov & Peck, 1994[3]
- Cheilosia subalbipila (Violovitsh, 1956)[3]
- Cheilosia subchalybea (Curran, 1923)
- Cheilosia submodesta (Becker, 1922)
- Cheilosia subpictipennis Claussen, 1998
- Cheilosia sulcifrons Kaplan, 1981[3]
- Cheilosia suspecta Barkalov & Cheng, 1998[3]
- Cheilosia swannanoa Brimley, 1925
- Cheilosia tantalus Hull and Fluke, 1950
- Cheilosia thessala Claussen & Ståhls, 2007[4]
- Cheilosia thalassica Peck, 1971[3]
- Cheilosia tokushimaensis Shiraki, 1968[3]
- Cheilosia tonsa (Sack, 1938)
- Cheilosia transcaucasica Stackelberg, 1960[3]
- Cheilosia tristis Loew, 1863[3]
- Cheilosia tyanshanica Barkalov & Peck, 1994
- Cheilosia umbrisquama (Becker, 1894)
- Cheilosia urakawensis (Shiraki, 1930)[3]
- Cheilosia urbana (Meigen, 1822)
- Cheilosia ussuriana Barkalov, 1980[3]
- Cheilosia uviformis (Becker, 1894)
- Cheilosia vangaveri (Timon-David, 1937)
- Cheilosia variabilis (Panzer, 1798)
- Cheilosia varnensis Claussen, 2000
- Cheilosia velutina Loew, 1840
- Cheilosia venosa Loew, 1857
- Cheilosia vernalis (Fallén, 1817)
- Cheilosia versicolor Curran, 1929[3]
- Cheilosia vicina (Zetterstedt, 1849)
- Cheilosia victoria (Hervé-Bazin, 1930)[3]
- Cheilosia violaceozonata Palma, 1863
- Cheilosia violovitshi Barkalov, 1979[3]
- Cheilosia vtorovi Peck, 1969[3]
- Cheilosia vujici Claussen & Doczkal, 1998
- Cheilosia vulpina (Meigen, 1822)
- Cheilosia wisconsinensis Fluke and Hull, 1947
- Cheilosia xantella Barkalov & Peck, 1997[3]
- Cheilosia yesonica Matsumura, 1905[3]
- Cheilosia yukonensis (Shannon, 1922)
- Cheilosia zinchenkoi Barkalov, 2003
- Cheilosia zinovievi Stackelberg, 1963[3]
- Cheilosia zlotini Peck, 1969
- Cheilosia zmilampis Violovitsh, 1975[3]